# ‘En Shaviv
‘En Shaviv (hebreiska: עין שביב) är en källa i Israel.   Den ligger i distriktet Södra distriktet, i den södra delen av landet. ‘En Shaviv ligger 393 meter över havet.
Terrängen runt ‘En Shaviv är platt söderut, men norrut är den kuperad. Runt ‘En Shaviv är det ganska glesbefolkat, med 42 invånare per kvadratkilometer. Närmaste större samhälle är Midreshet Ben-Gurion, 9,2 km nordväst om ‘En Shaviv. Trakten runt ‘En Shaviv är ofruktbar med lite eller ingen växtlighet.